# Wall's (мясо)
Wall's — бренд мясных продуктов в Великобритании. Наиболее известные продукты бренда — колбасы.

## История
В 1786 году Ричард Уолл открыл мясную лавку на рынке Сент-Джеймс в Лондоне. Продавая мясо и мясные продукты, он завоевал репутацию прекрасного мясника свинины. В 1812 году Уолл получил первое королевское назначение принцу Уэльскому Георгу в качестве «поставщика свинины», продолжая служить ему в течение его более позднего правления в качестве короля Георга IV.
Сын Томас Уолл родился в 1817 году, а дочь Элеонора — в 1824 году. Бизнес Уолла процветал, и в 1834 году он переехал в новое помещение на Джермин-стрит, 113. Однако в том же году Ричард Уолл умер, оставив свою вдову Энн и 17-летнего Томаса управлять бизнесом. Компания была переименована в Ann Wall and Son.
Два года спустя, в 1836 году, Энн также умерла, и Томас Уолл взял на себя единоличную заботу о бизнесе, а также заботу о своей 14-летней сестре. Тем не менее, бизнес продолжал процветать. В 1846 году у Томаса Уолла родился первый сын, Томас Уолл II, а вскоре после этого — второй сын, Фредерик. Они вошли в совет директоров компании в 1870 и 1878 годах соответственно, после чего бизнес стал известен как Thomas Wall and Sons Ltd. На протяжении всего этого периода бизнес поддерживал свои высокие стандарты и, как следствие, признание, получив ряд королевских назначений от королевы Виктории, короля Эдуарда VII и короля Георга V.
Бизнес всегда сталкивался с проблемами, когда продажи мяса, мясных пирогов и колбас снижались, и в результате приходилось сокращать персонал. В 1913 году Томас Уолл II предложил разработать линейку мороженого, чтобы избежать этих проблем. Это предложение, однако, было отложено из-за дефицита, возникшего в результате начала Первой Мировой войны, и не было реализовано до 1922 года. Перед этим Томас Уолл II решил уйти в отставку, а в 1920 году продал бизнес компании Mac Fisheries, которая была приобретена компанией Lever Brothers в 1922 году.
В 1920 году Томас Уолл II учредил своё доверие для «поощрения и помощи в просветительской работе и социальном служении».
После покупки производителя колбас и паштетов Mattessons в 1965 году компания Unilever управляла обеими компаниями как частью Unilever Meat Group UK под председательством Вернера Маттеса, в конечном итоге объединив две компании в Mattessons Wall's после его ухода на пенсию в 1986 году.
В 1994 году компания Unilever продала Mattessons Wall's, право собственности на бренд Mattessons и лицензию на продажу мясных продуктов в Великобритании под брендом Wall's компании Kerry Foods. Покупка бизнеса Kerry знаменует собой последний шаг принадлежащей JBS компании Pilgrim's Pride на продовольственный рынок Великобритании. В 2017 году компания Unilever приобрела птицеводческого гиганта Moy Park, в августе 2019 года — свиного гиганта Tulip. В августе 2020 года был проведён ребрендинг бизнеса Tulip в Pilgrim's UK.